# Accent 4
Pour les articles homonymes, voir accent.
 (décembre 2017).
Accent 4 est une station de radio régionale française diffusant de la musique classique en région alsacienne en FM et DAB+ et en streaming via notamment son site Internet.  
Accent 4 s'est développée en Alsace et son slogan est « l'instant classique ». Accent 4 émet en FM sur 3 fréquences : 96,6 MHz sur Strasbourg, 98,8 MHz sur Sélestat et 90,4 MHz sur Colmar.    
Accent 4 est partenaire de l'Orchestre philharmonique de Strasbourg, de l'Orchestre symphonique de Mulhouse, de l'Opéra national du Rhin, du Conservatoire à rayonnement régional de Strasbourg, du Festival de musique de Colmar, du Festival de musique de chambre d'Obernai, des Musicales de Colmar, etc[source secondaire souhaitée].
Accent 4 enregistre une quarantaine de concerts en Région Alsace[Quand ?][réf. souhaitée].

## Historique
Fondée par Gilles Misslin et Yves Klaiber en 1985, Accent 4 est la première[réf. nécessaire] station française privée à diffuser de la musique classique 24 heures sur 24. Accent 4 a commencé ses émissions à Strasbourg, sur 104,0 MHz, d'où son nom. Cette station de radio est automatisée dès 1985 : un ordinateur Commodore 64 actionnait les touches d'une douzaine de lecteurs K7 dont les K7 étaient changées quotidiennement par les bénévoles de la station de radio. 
En 1989, Accent 4 est autorisée à émettre sur 96,6 MHz. En 1997, Accent 4 obtient deux fréquences supplémentaires à Colmar et à Sélestat.

### Financement
Depuis ses débuts, Accent 4 est principalement financée par des dons[réf. nécessaire] émanant de ses auditeurs. Accent 4 est une station de radio associative et à ce titre bénéficie du fonds de soutien à l'expression radiophonique. Enfin, Accent 4 bénéficie de subventions de la région Alsace, du Conseil Général du Bas-Rhin et de la Ville de Strasbourg[source secondaire souhaitée].

## Diffusion

### Zones de diffusion
- Bas Rhin : 25 à 30 km autour de Strasbourg et de Sélestat, sur le réseau câblé de Strasbourg, Schiltigheim, Niederbronn.
- Haut-Rhin : 20 km autour de Colmar, sur le réseau câblé de Ste Marie aux Mines, Colmar et Munster.
- Allemagne : sur le réseau câblé de Kehl.

### En numérique terrestre
- Strasbourg en DAB+
- Colmar en DAB+
- Mulhouse en DAB+